# Hossein Nateghi
Hossein Nateghi (persisch حسین ناطقی; * 8. Februar 1987) ist ein iranischer Bahn- und Straßenradrennfahrer.

## Sportliche Laufbahn
Hossein Nateghi wurde 2004 bei den Asian Junior Championships jeweils Vizemeister im Einzelzeitfahren auf der Straße und in der Einerverfolgung auf der Bahn. 2006 gewann er eine Etappe bei der Milad De Nour Tour. Bei den Asienspielen 2006 gewann er mit der iranischen Nationalmannschaft die Silbermedaille in der Mannschaftsverfolgung. 2007 fuhr er für die Mannschaft MES Kerman. Bei der Taftan Tour gewann er den Prolog und eine weitere Etappe und entschied auch die Gesamtwertung für sich. In den folgenden Jahren gewann er Etappen bei verschiedenen Rundfahrten wie etwa bei der Tour of Thailand, der Presidential Cycling Tour of Iran und der Azerbaïjan Tour.
Auf der Bahn wurde Nateghi 2011 iranischer Meister in der Mannschaftsverfolgung und errang 2013 bei den Asienmeisterschaften Silber im Scratch. 2017 wurde er iranischer Meister in der Einerverfolgung.

## Erfolge

### Straße
2004
- Junioren-Asienspiele – Einzelzeitfahren

2005
- Junioren-Asienspiele – Einzelzeitfahren

2007
- Gesamtwertung und zwei Etappen Taftan Tour
- Prolog International Presidency Turkey Tour

2008
- zwei Etappen UAE International Race
- zwei Etappen und Gesamtwertung Taftan Tour
- zwei Etappen Tour of Thailand
- eine Etappe Kerman Tour

2009
- eine Etappe Tour of Thailand
- zwei Etappen Jelajah Malaysia
- eine Etappe Tour de Singkarak
- eine Etappe Presidential Cycling Tour of Iran
- eine Etappe Azerbaïjan Tour

2010
- eine Etappe und Mannschaftszeitfahren Kerman Tour
- eine Etappe Milad De Nour Tour

2011
- zwei Etappen Milad De Nour Tour

2012
- eine Etappe Tour of East Java
- eine Etappe Tour de Brunei

### Bahn
2004
- Junioren-Asienspiele – Einerverfolgung

2005
- Junioren-Asienspiele – Einzelzeitfahren

2006
- Asienspiele – Mannschaftsverfolgung (mit Abbas Saeidi Tanha, Amir Zargari und Mahdi Sohrabi)

2011
- Iranischer Meister – Mannschaftsverfolgung (mit Sajjad Hashemi, Hamed Jannat und Seyed Mousa Mozaffari)

2013
- Asienmeisterschaft – Scratch

2017
- Iranischer Meister – Einerverfolgung

## Teams
- 2007 MES Kerman
- 2008 Tabriz Petrochemical Team
- 2009 Azad University Iran
- 2010 Azad University Iran
- 2011 Vali ASR Kerman
- 2012 Tabriz Petrochemical Team
- 2013 Tabriz Petrochemical Team
- 2014 Pishgaman Yazd (ab 25. Mai)
- 2015 Sepahan Pro Team
- 2016 Pishgaman Giant Team (ab 1. Mai)
- 2017 Sepahan Cycling Team
- 2018 Omidnia Mashhad Team (ab 14. Juni)
- 2019 Foolad Mobarakeh Sepahan